# Ryan Carter (Eishockeyspieler)
Ryan Michael Carter (* 3. August 1983 in White Bear Lake, Minnesota) ist ein ehemaliger US-amerikanischer Eishockeyspieler, der im Verlauf seiner aktiven Karriere zwischen 2001 und 2017 unter anderem 519 Spiele für die Anaheim Ducks, Carolina Hurricanes, Florida Panthers, New Jersey Devils und Minnesota Wild in der National Hockey League auf der Position des Centers bestritten hat. Mit den Anaheim Ducks gewann Carter im Jahr 2007 den Stanley Cup.

## Karriere

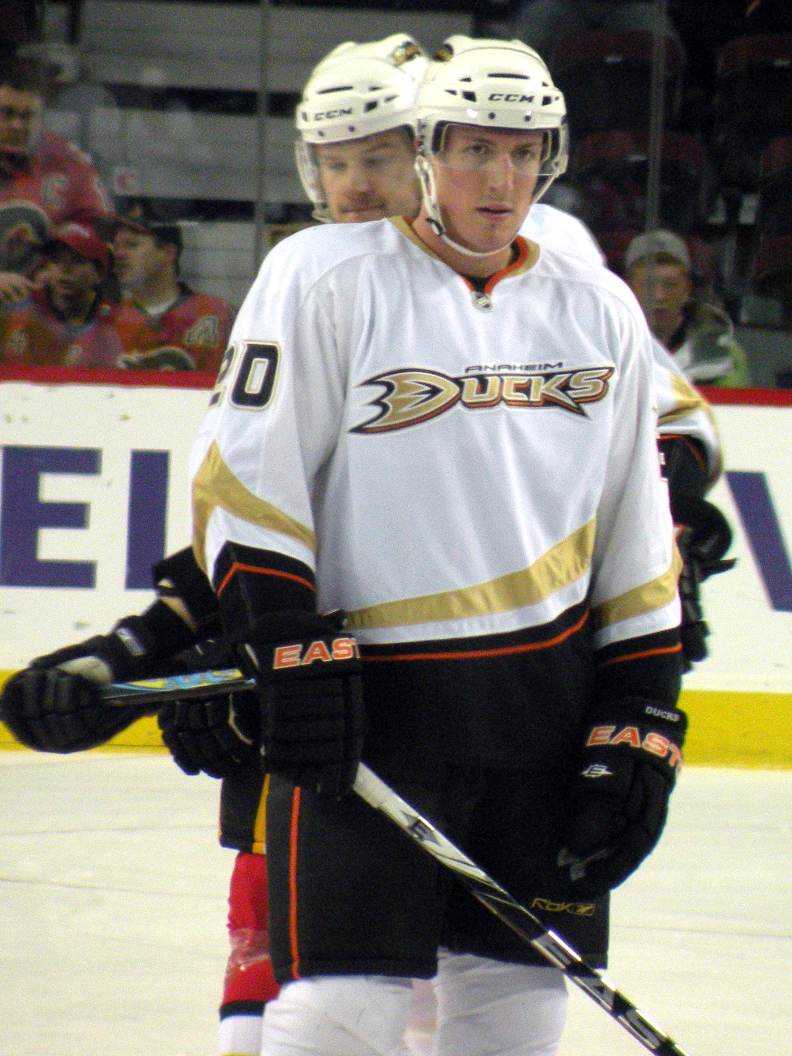
Carter im Trikot der Anaheim Ducks

Der 1,85 Meter große Center spielte zunächst für die Green Bay Gamblers in der US-amerikanischen Juniorenliga United States Hockey League, während seiner Studienzeit stand der Linksschütze dann anschließend für das Team des Minnesota State University, Mankato in der Western Collegiate Hockey Association, einer Liga im Spielbetrieb der National Collegiate Athletic Association, auf dem Eis. Im Sommer 2006 unterschrieb der US-Amerikaner einen Vertrag bei den Anaheim Ducks, von denen er zunächst bei den Portland Pirates, dem Farmteam in der American Hockey League, eingesetzt wurde. In den Stanley-Cup-Playoffs 2007 wurde Carter erstmals in den NHL-Kader der Ducks berufen, mit denen er auf Anhieb den Stanley Cup gewinnen konnte.
Sein erstes Tor in der höchsten nordamerikanischen Eishockeyliga erzielte Ryan Carter am 8. Februar 2008 gegen die New Jersey Devils. Im April desselben Jahres verlängerte der US-Amerikaner seinen Vertrag in Anaheim um drei Jahre. Im November 2010 wurde er im Austausch für Stefan Chaput und Matt Kennedy an die Carolina Hurricanes abgegeben. Nach lediglich drei Monaten bei den Hurricanes wurde Carter am 24. Februar 2011 gemeinsam mit einem Fünftrunden-Wahlrecht im NHL Entry Draft 2011 in einem Transfergeschäft zu den Florida Panthers geschickt, im Austausch ging Cory Stillman nach Carolina. Im Oktober 2011 setzten ihn die Panthers auf die Waiverliste, von der die New Jersey Devils den Stürmer auswählten.
Nach drei Jahren in New Jersey wurde Carters Vertrag nach der Saison 2013/14 nicht verlängert, sodass er sich im Oktober 2014 den Minnesota Wild anschloss. Dort absolvierte er zwei Spielzeiten, ehe sein auslaufender Vertrag im Juli 2016 nicht erneuert wurde. Erst im Februar 2017 wurde er per Probevertrag von den Iowa Wild aus der AHL verpflichtet, nachdem er seine im Vorjahr erlittene Schulterverletzung komplett auskuriert hatte. Wenige Tage später nahm ihn sein Ex-Klub aus Minnesota wieder unter Vertrag, jedoch spielte er bis zum Saisonende ausschließlich in Iowa. Im September 2017 gab Carter schließlich im Alter von 34 Jahren das Ende seiner aktiven Profikarriere bekannt.

### International
Carter nahm mit der US-amerikanischen Nationalmannschaft an der Weltmeisterschaft 2010 teil. In sechs WM-Spielen erzielte der Angreifer ein Tor und einen Assist. Bei der Weltmeisterschaft 2013 in Stockholm und Helsinki war er erneut Teil der Nationalmannschaft und gewann mit dieser die Bronzemedaille.

## Erfolge und Auszeichnungen
- 2007 Stanley-Cup-Gewinn mit den Anaheim Ducks
- 2013 Bronzemedaille bei der Weltmeisterschaft

## Karrierestatistik

### International
Vertrat die USA bei:
- Weltmeisterschaft 2010
- Weltmeisterschaft 2013

(Legende zur Spielerstatistik: Sp oder GP = absolvierte Spiele; T oder G = erzielte Tore; V oder A = erzielte Assists; Pkt oder Pts = erzielte Scorerpunkte; SM oder PIM = erhaltene Strafminuten; +/− = Plus/Minus-Bilanz; PP = erzielte Überzahltore; SH = erzielte Unterzahltore; GW = erzielte Siegtore; 1 Play-downs/Relegation; Kursiv: Statistik nicht vollständig)